# Фусун
Фусу́н (кит. упр. 抚松, пиньинь Fǔsōng, буквально: «касаясь Сунгари») — уезд городского округа Байшань провинции Гирин (КНР).

## География
Уезд Фусун граничит со следующими административными единицами:
- Уезд Цзинъюй (на западе)
- Район Цзянъюань (на юго-западе)
- Городской уезд Линьцзян (на юге)
- Чанбай-Корейский автономный уезд (на юго-востоке)
- КНДР (на востоке)
- Яньбянь-Корейский автономный округ (на северо-востоке)
- Городской округ Гирин (на северо-западе)

## История
В 1909 году было принято решение о передаче этих земель под управление гражданской администрации, и 16 января 1910 года был образован уезд Шуандянь (双甸县), который 23 августа 1910 года был переименован в уезд Фусун.

## Административное деление
Уезд Фусун делится на 11 посёлков и 3 волости.

## Экономика
Уезд является крупным центром выращивания и обработки женьшеня. Также здесь развит туризм в горах Чанбайшань.
В посёлке Ваньлян работает рынок чанбайшаньского женьшеня, годовой объем торговли корнями женьшеня которого превышает 40 тыс. тонн. На него приходится около 80 % от общего объема торговли корнями женьшеня в Китае. По состоянию на 2023 год годовой оборот рынка Ваньлян составлял 8 млрд юаней (1,12 млрд долл. США).